# 森博人
森 博人（もり ひろと、1998年5月25日 - ）は、愛知県名古屋市港区出身のプロ野球選手（投手）。右投右打。中日ドラゴンズ所属。

## 経歴

### プロ入り前
名古屋市立大手小学校3年時に東海JBCで野球を始め、主に捕手としてプレー。名古屋市立港南中学校時代は外野手兼投手として名古屋名南ボーイズに所属した。
豊川高等学校時代は、2年時夏の県大会ベスト4が最高成績であり甲子園への出場経験は無い。当時のチームメイトに宮本ジョセフ拳がいる。
日本体育大学では、1年時より登板を重ね、先発・中継ぎとして活躍。3年時の首都大学野球秋季リーグ戦では自己最速となる155km/hを記録し、4年時の秋季リーグでは最高殊勲選手に選出された。チームで共にプレーした先輩には、松本航、東妻勇輔、吉田大喜、指導を受けたコーチには辻孟彦がいる。
2020年10月26日に行われたドラフト会議では、中日ドラゴンズから2位指名を受け、11月17日に契約金8000万円、年俸1200万円で仮契約を結んだ。背番号は憧れの選手であった中里篤史が付けていた28となった。

### 中日時代
2022年は開幕一軍入り。4月2日の広島東洋カープ戦（バンテリンドーム ナゴヤ）では、チームが1点リードを許した直後の延長12回二死三塁の場面で登板し、1四球を出したものの無失点に抑えた。チームは直後の12回裏に逆転サヨナラ勝ちしたため、プロ初勝利を手にした。しかし、その後は6試合の登板で防御率9.95と結果を残せず、5月6日に二軍に降格した。それでも、6月24日の一軍昇格後に限れば、24試合の登板で防御率0.75と安定した成績を残した。最終的に30試合に登板し、1勝0敗、防御率2.67の成績でシーズンを終えた。オフに推定年俸1450万円（350万円増）で契約を更改した。
2025年、一軍でキャンプインしたが、肘の違和感を訴え2月17日に病院での診察を受けるため名古屋に戻り、3月3日に尺側側副靭帯再建術（トミー・ジョン手術）を受けたことが球団から公表された。

## 選手としての特徴
スリークォーターから最速155km/hのストレートと、2種類のカットボールなどを投げる。

## 人物
元々左利きであり、ペンや箸、野球以外のスポーツも左手を使用する。
子供の頃から中日ドラゴンズのファンであり、中里篤史に憧れている。

## 詳細情報

### 年度別投手成績
| 年 度     | 球 団     | 登 板 | 先 発 | 完 投 | 完 封 | 無 四 球 | 勝 利 | 敗 戦 | セ 丨 ブ | ホ 丨 ル ド | 勝 率 | 打 者 | 投 球 回 | 被 安 打 | 被 本 塁 打 | 与 四 球 | 敬 遠 | 与 死 球 | 奪 三 振 | 暴 投 | ボ 丨 ク | 失 点 | 自 責 点 | 防 御 率 | W H I P |
| --------- | --------- | ----- | ----- | ----- | ----- | -------- | ----- | ----- | -------- | ----------- | ----- | ----- | -------- | -------- | ----------- | -------- | ----- | -------- | -------- | ----- | -------- | ----- | -------- | -------- | ------- |
| 2021      | 中日      | 10    | 0     | 0     | 0     | 0        | 0     | 0     | 0        | 0           | ----  | 58    | 12.0     | 11       | 0           | 9        | 0     | 3        | 15       | 2     | 0        | 4     | 4        | 3.00     | 1.67    |
| 2022      | 中日      | 30    | 0     | 0     | 0     | 0        | 1     | 0     | 0        | 0           | 1.000 | 133   | 30.1     | 29       | 4           | 14       | 1     | 3        | 23       | 1     | 0        | 9     | 9        | 2.67     | 1.42    |
| 通算：2年 | 通算：2年 | 40    | 0     | 0     | 0     | 0        | 1     | 0     | 0        | 0           | 1.000 | 191   | 42.1     | 40       | 4           | 23       | 1     | 6        | 38       | 3     | 0        | 13    | 13       | 2.76     | 1.49    |

- 2024年度シーズン終了時

### 年度別守備成績
| 年 度 | 球 団 | 投手  | 投手  | 投手  | 投手  | 投手  | 投手     |
| 年 度 | 球 団 | 試 合 | 刺 殺 | 補 殺 | 失 策 | 併 殺 | 守 備 率 |
| ----- | ----- | ----- | ----- | ----- | ----- | ----- | -------- |
| 2021  | 中日  | 10    | 1     | 0     | 0     | 1     | 1.000    |
| 2022  | 中日  | 30    | 4     | 7     | 1     | 0     | .917     |
| 通算  | 通算  | 40    | 5     | 7     | 1     | 1     | .923     |

- 2024年度シーズン終了時

### 記録
初記録
- 初登板：2021年9月15日、対広島東洋カープ22回戦（バンテリンドーム ナゴヤ）、9回表に5番手で救援登板・完了、1回無失点
- 初奪三振：2021年9月19日、対横浜DeNAベイスターズ19回戦（横浜スタジアム）、8回裏に今永昇太から見逃し三振
- 初勝利：2022年4月2日、対広島東洋カープ2回戦（バンテリンドーム ナゴヤ）、12回表に9番手で救援登板・完了、1/3回無失点[16][17][22]

### 背番号
- 28（2021年[11] - ）

### 登場曲
- 「It's My Life」Bon Jovi（2022年 - ）